# Neşe Erberk
Neşe Erberk (nacida el 14 de octubre de 1964) es una empresaria, ex-modelo, reina de belleza and Miss Europa 1984, de Turquía.

## Biografía
Nació el 14 de octubre de 1964, en Estambul, Turquía. Completó su educación en el Robert College y en la Bosphorus University.
Después de ganar el título de Miss Turquía en 1983, Neşe representó a su país al año siguiente en el concurso de belleza de Miss Europa, que tuvo lugar en Bad Gastein, Austria, y fue coronada Miss Europa. Se convirtió en la cuarta reina de la belleza turca en conseguirlo, después de Günseli Başar, Filiz Vural y Nazlı Deniz Kuruoğlu.
Neşe comenzó su carrera como modelo durante sus años de instituto y continuó después de su participación en los concursos de belleza. En 1987, fundó su propia agencia de modelos y casting, la cual creció hasta convertirse en una de las más grandes hoy en día. En 2002, fundó su primera escuela de preecolar, a la cual siguieron 17 escuelas más incluyendo franquicias por todo Turquía. Es madre de trillizasː Alin, Selin y Lara, nacidas en 1999.